# Koripallon miesten SM-sarjakausi 1996-1997
La Koripallon miesten SM-sarjakausi 1996-1997 è stata la 57ª edizione del massimo campionato finlandese di pallacanestro maschile. La vittoria finale è stata ad appannaggio del ToPo Helsinki.

## Risultati

### Stagione regolare

#### Gruppo Ovest
|    | Squadra          | G  | V  | P  | PF   | PS   | Pt. | Qualificazione             |
| -- | ---------------- | -- | -- | -- | ---- | ---- | --- | -------------------------- |
| 1. | Kouvot Kouvola   | 37 | 27 | 10 | 3408 | 3121 | 64  | playoff                    |
| 2. | KTP-Basket       | 37 | 23 | 14 | 3272 | 3078 | 60  | playoff                    |
| 3. | Helsingin NMKY   | 37 | 22 | 15 | 3332 | 3222 | 59  | playoff                    |
| 4. | Namika Lahti     | 37 | 21 | 16 | 3185 | 2982 | 58  | playoff                    |
| 5. | Pyrbasket        | 37 | 20 | 17 | 3584 | 3599 | 57  |                            |
| 6. | Äänekosken Huima | 37 | 20 | 17 | 3523 | 3405 | 57  |                            |
| 7. | New Wave         | 37 | 16 | 21 | 3409 | 3563 | 53  | retrocesse in I-divisioona |
| 8. | HoNsU            | 37 | 8  | 29 | 3196 | 3585 | 45  | retrocesse in I-divisioona |

#### Gruppo Sud
|    | Squadra           | G  | V  | P  | PF   | PS   | Pt. | Qualificazione             |
| -- | ----------------- | -- | -- | -- | ---- | ---- | --- | -------------------------- |
| 1. | ToPo Helsinki     | 37 | 34 | 3  | 3693 | 3068 | 71  | playoff                    |
| 2. | Espoon Honka      | 37 | 25 | 12 | 3627 | 3291 | 62  | playoff                    |
| 2. | Vilpas Vikings    | 37 | 18 | 19 | 3607 | 3723 | 55  | playoff                    |
| 4. | UU-Korihait       | 37 | 17 | 20 | 3391 | 3578 | 54  | playoff                    |
| 5. | Forssan Koripojat | 37 | 15 | 22 | 3294 | 3404 | 52  |                            |
| 6. | Nokia             | 37 | 15 | 22 | 3508 | 3586 | 52  |                            |
| 7. | Piiloset          | 37 | 12 | 25 | 3171 | 3381 | 49  | retrocesse in I-divisioona |
| 8. | Forssan Alku      | 37 | 3  | 34 | 3026 | 3640 | 40  | retrocesse in I-divisioona |

## Playoff
|  | Quarti di finale | Quarti di finale | Quarti di finale |                |                | Semifinali     | Semifinali | Semifinali |  |  | Finale | Finale | Finale |  |
|  |                  |                  |                  |                |                |                |            |            |  |  |        |        |        |  |
|  | Kouvot Kouvola   | Kouvot Kouvola   | 3                |                |                |                |            |            |  |  |        |        |        |  |
|  | Kouvot Kouvola   | Kouvot Kouvola   | 3                |                |                |                |            |            |  |  |        |        |        |  |
|  | UU-Korihait      | UU-Korihait      | 0                |                |                |                |            |            |  |  |        |        |        |  |
|  | UU-Korihait      | UU-Korihait      | 0                |                | Kouvot Kouvola | Kouvot Kouvola | 3          |            |  |  |        |        |        |  |
|  |                  |                  |                  |                | Kouvot Kouvola | Kouvot Kouvola | 3          |            |  |  |        |        |        |  |
|  |                  |                  | Espoon Honka     | Espoon Honka   | 1              |                |            |            |  |  |        |        |        |  |
|  | Espoon Honka     | Espoon Honka     | Espoon Honka     | Espoon Honka   | 1              | 3              |            |            |  |  |        |        |        |  |
|  | Espoon Honka     | Espoon Honka     |                  |                |                |                |            |            |  |  |        |        |        |  |
|  | Helsingin NMKY   | Helsingin NMKY   | 1                |                |                |                |            |            |  |  |        |        |        |  |
|  | Helsingin NMKY   | Helsingin NMKY   | 1                |                | Kouvot Kouvola | Kouvot Kouvola | 0          |            |  |  |        |        |        |  |
|  |                  |                  |                  |                |                |                |            |            |  |  |        |        |        |  |
|  |                  |                  | ToPo Helsinki    | ToPo Helsinki  | 3              |                |            |            |  |  |        |        |        |  |
|  | ToPo Helsinki    | ToPo Helsinki    | ToPo Helsinki    | ToPo Helsinki  | 3              | 3              |            |            |  |  |        |        |        |  |
|  | ToPo Helsinki    | ToPo Helsinki    |                  |                |                |                |            |            |  |  |        |        |        |  |
|  | Namika Lahti     | Namika Lahti     | 0                |                |                |                |            |            |  |  |        |        |        |  |
|  | Namika Lahti     | Namika Lahti     | 0                |                | ToPo Helsinki  | ToPo Helsinki  | 3          |            |  |  |        |        |        |  |
|  |                  |                  |                  |                | ToPo Helsinki  | ToPo Helsinki  | 3          |            |  |  |        |        |        |  |
|  |                  |                  | Vilpas Vikings   | Vilpas Vikings | 0              |                |            |            |  |  |        |        |        |  |
|  | KTP-Basket       | KTP-Basket       | Vilpas Vikings   | Vilpas Vikings | 0              | 0              |            |            |  |  |        |        |        |  |
|  | KTP-Basket       | KTP-Basket       |                  |                |                |                |            |            |  |  |        |        |        |  |
|  | Vilpas Vikings   | Vilpas Vikings   | 3                |                |                |                |            |            |  |  |        |        |        |  |

| Koripallon miesten SM-sarjakausi 1996-1997 |
| ------------------------------------------ |
| ToPo Helsinki 8º titolo                    |

## Formazione vincitrice
| N° | Naz.                   | Ruolo | Sportivo           |  | Alt. |  |
| -- | ---------------------- | ----- | ------------------ |  | ---- |  |
|    | Stati Uniti (bandiera) | AC    | James Gatewood     |  |      |  |
|    | Finlandia (bandiera)   | C     | Pekka Markkanen    |  | 207  |  |
|    | Stati Uniti (bandiera) | P     | Kurk Lee           |  | 191  |  |
|    | Finlandia (bandiera)   |       | Kari-Pekka Klinga  |  | 188  |  |
|    | Finlandia (bandiera)   |       | Riku Marttinen     |  |      |  |
|    | Finlandia (bandiera)   |       | Kari Hautala       |  | 194  |  |
|    | Finlandia (bandiera)   |       | Olli-Pekka Laitila |  |      |  |
|    | Finlandia (bandiera)   |       | Markku Rosokivi    |  |      |  |
|    | Finlandia (bandiera)   |       | Olli-Pekka Ansamaa |  |      |  |
|    | Stati Uniti (bandiera) |       | Greg Joyner        |  | 198  |  |
|    | Finlandia (bandiera)   |       | Mika Luukkanen     |  | 190  |  |
|    | Finlandia (bandiera)   |       | Markus Sjöman      |  |      |  |
|    | Stati Uniti (bandiera) | All.  | Aaron McCarthy     |  |      |  |

## Premi e riconoscimenti
- MVP stagione regolare:  Mika-Matti Tahvanainen, New Wave e  Kurk Lee, ToPo Helsinki
- Allenatore dell'anno:  Aaron McCarthy, ToPo Helsinki
- Miglior giovane:  Ilpo Jalonen, Vilpas Vikings
- Sesto uomo:  Mika Luukkanen, ToPo Helsinki
- Giocatore più migliorato:  Pasi Riihelä, Kouvot Kouvola
- Miglior difensore:  Greg Joyner, ToPo Helsinki
- Miglior arbitro:  Jorma Ovaska